# هيو ليزلي
هيو ليزلي (بالإنجليزية: Hugh Leslie)‏ هو سياسي أسترالي، ولد في 17 أبريل 1900 في ديربان في جنوب أفريقيا، وتوفي في 2 سبتمبر 1974 في ندلاندز ‏ في أستراليا. نشط حزبياً في الحزب الوطني الأسترالي. وقد انتخب عضو مجلس النواب الأسترالي عن دائرة Division of Moore ‏ (9 ديسمبر 1961 – 1 نوفمبر 1963) وانتخب عضو مجلس النواب الأسترالي عن دائرة Division of Moore ‏ (10 ديسمبر 1949 – 22 نوفمبر 1958) وانتخب عضو الجمعية التشريعية لأستراليا الغربية عن دائرة Electoral district of Mount Marshall ‏ (20 نوفمبر 1943 – 30 أكتوبر 1949).